# Ngày Thông tin về Phát triển thế giới
Năm 1972, Đại Hội đồng Liên Hợp Quốc đã quyết định lập ra một Ngày Thông tin về Phát triển thế giới trùng với Ngày Liên Hợp Quốc 24 tháng 10 hàng năm, nhằm thu hút sự chú ý của công luận thế giới vào những vấn đề Phát triển và sự cần thiết phải tăng cường sự hợp tác quốc tế để giải quyết các vấn đề trên.

## Lịch sử
Ngày 17.5.1972, Hội nghị Liên Hợp Quốc về Thương mại và Phát triển (UNCTAD) đã đề xuất các biện pháp để phổ biến thông tin và để huy động công luận liên quan đến các vấn đề thương mại và phát triển. Những đề xuất này trở thành "Nghị quyết 3038" (XXVII), do Đại hội đồng Liên Hợp Quốc thông qua ngày 19 tháng 12, năm 1972. Nghị quyết này kêu gọi lập ra "Ngày Thông tin về Phát triển thế giới" để giúp thu hút sự chú ý của mọi người trên toàn thế giới đến các vấn đề phát triển. Một mục tiêu nữa của ngày này là để giải thích cho công chúng vì sao cần phải tăng cường việc hợp tác quốc tế để tìm cách giải quyết những vấn đề này. Đại hội đồng Liên Hợp Quốc cũng quyết định rằng ngày này trùng khớp với Ngày Liên Hợp Quốc để nhấn mạnh vai trò trung tâm của việc phát triển trong công việc của Liên Hợp Quốc. Ngày Thông tin về Phát triển thế giới lần đầu tiên đã được tổ chức vào ngày 24 tháng 10 năm 1973, và kể từ đó đã được tổ chức vào ngày này mỗi năm.